# 존 앨비언 앤드루
존 앨비언 앤드루 (John Albion Andrew, 1818년 5월 31일 - 1867년 10월 30일)는 미국의 변호사이자 매사추세츠주 정치인이었다. 그는 1860년 제25대 매사추세츠주지사로 선출되었고 미국 남북 전쟁 (1861년-1865년) 동안 연방으로 주의 공헌을 지도하였다. 그는 제54매사추세츠 의용보병연대를 포함한 미국 육군에서 어떤 아프리카계 미국인 부대의 창조를 이끈 원동력이었다. 그는 자신의 경력 동안 휘그당, 자유토지당과 공화당에 속하였다.
보딘 칼리지에서 교육을 받은 앤드루는 이른 나이부터 급진적 노예주 폐지론자였으며 도망 노예들이 돌아오는 것을 추구한 노예 주인들에 대한 그들의 법적 방어에 참여하였다. 그는 존 브라운의 1859년 버지니아주 하퍼즈페리 급습 후에 그에게 법적 지원을 제공하여 그의 프로필을 올리고 그를 매사추세츠주지사 자리에 앉혔다. 앤드루는 에이브러햄 링컨 대통령의 전쟁 지휘를 비판한 끈질긴 목소리이자 노예제를 끝내는 데 그에게 압력을 가했다. 전쟁이 끝날 무렵, 그의 정치는 온건해졌고 그는 링컨의 후임자 앤드루 존슨의 재건 정책을 지지하러 왔다.
매사추세츠주에서 앤드루는 1850년대의 무지당 운동과 주의 주의 엄격한 금주법을 반대하였고 주의 후색 터널 인수를 감독하였다. 1865년 그는 국가에서 일종의 주 전체 최조의 경찰대인 매사추세츠 주립 경찰대를 설립한 입법을 서명하였다.

## 어린 시절과 경력
당시 매사추세츠주의 일부이자 오늘날 메인주에 속하는 윈덤에서 4명의 자녀들 중 맏아들로 태어났다. 그의 부친 조너선 앤드루는 매사추세츠주 복스퍼드의 초기 정착자의 후손이었고 윈덤에서 작지만 번영하는 상인 사업을 하였다. 그의 모친 낸시 그린 피어스는 프라이버그 아카데미에서 교사였다. 앤드루의 5대 증조부는 1637년 복스퍼드에 정착한 조지 앤드루로 불린 잉글랜드에서 온 이민자였다. 그의 4대 증조부는 1638년 복스퍼드에서 태어나 존의 첫 미국 출신 조상으로 지내왔다.
앤드루는 처음에 집안에서 받고 그러고나서 몇몇 지역의 기숙학교들에서 초등 교육을 받았다. 1832년 모친의 사후 그는 고럼 근처에 있는 고럼 아카데미에서 수학하였다. 자신의 청년 시절 동안 그는 기억력과 대중 연설에 재능이 있었으며 교회 연설을 기억하여 그것들이 전달된 것에 그것들을 같은 웅변적 스타일로 이야기 하였다. 10대 시절 동안 그는 그는 윌리엄 로이드 개리슨과 다른이들의 초기 노예제 폐지론들에 노출되었다. 그는 1833년 보딘 칼리지에 입학하였다. 자신이 신중하고 다른 학생들과 인기가 있었어도 그는 학문적으로 빛나지 않았고 자신의 반에서 거의 최하위였다.
1837년 자신의 졸업 후, 앤드루는 자신과 가까운 친구가 된 헨리 H. 풀러 아래 법학을 전공하러 보스턴으로 이주하였다. 그는 1840년 매사추세츠주 법정으로 입장하여 법률 업무를 시작하였다.

## 노예제 반대 법률 및 정치 옹호자
법정으로 자신의 입장 후, 앤드루는 휘그당에 입당하여 반노예제 운동에서 활동적으로 연루되었다. 양심적인 휘그당원으로서 그는 의회를 위한 1846년 선거에서 "커튼 휘그당원" 로버트 찰스 윈스롭의 선거를 반대하여 무소속 후보로서 찰스 섬너를 승진시켰다. 그는 탈출 노예들을 보조하는 데 헌신된 1846년에 설립된 반노예주의 조직인 보스턴 감시위원회의 집행 위원회에 앉았다. 1848년 앤드루는 주요 정치적 목표가 노예제의 확장을 서부 영토들로 들어가는 것을 끝내는 자유토지당의 설립에 참가하였다. 자유토지당은 대통령을 위하여 마틴 밴 뷰런을 지명하였고 1848년 선거에서 3위를 하였으나 당은 주 차원에서 다소 더욱 성공적이었으며 주의 입법부와 의회에서 의석들을 얻었다.
1847년 당시 29세이자 자신의 법률 업무가 진행 중이었던 앤드루는 노예제 반대 박람회에서 힝엄의 일라이자 제인 허시를 만났다. 그들은 그해 약혼을 하였고 이듬해 크리스마스 저녁에 결혼하였다. 그들은 4명의 자녀들 - 존 포리스터 (1850년), 엘리자베스 로링 (1852년), 에디스 (1854년)와 헨리 허시 (1858년)를 두었다.
보스턴 감시위원회는 법률 집행원들과 노예주들은 물론 도망 노예들의 회복을 돕는 데 자유주들의 시미니들을 요구한 1850년 연방 도망노예법의 의회적 통과를 따른 새로운 회원들을 끌어들였다. 앤드루는 도망 노예들로서 시소된 개인들의 법적 방어를 처리한 소위원회에 앉았다. 그는 또한 기업인 프랜시스 버드에 의하여 결성된 정치적 단체 "버드 클럽"의 회의들에 정규적 참석자이기도 했다. 그 회원들은 "직선적이이고 비실용적인 공화주의자들"로서 새뮤얼 그리들리 호우에 의하여 설명된 주로 노예제 반대의 전직 휘그당원들이었다. 버드 클럽의 회원들은 1870년대로 들어간 주의 정치적 설립을 지배하려 했다. 앤드루의 정치 활동은 그가 힝엄에 정착된 자신의 자라나는 법률 업무와 가족으로 전념하면서 그렇지 않은 한 최소한이었다. 1855년까지 그의 업무는 보스턴에서 찰스 스트리트에 집을 매입하기도 했던 충분히 성공적이었다.
1854년 앤드루는 널리 알려지니 앤서니 번스의 도망 노예 사건에 개인적으로 연루되어 그가 붙잡혀 있었던 배로부터 번스를 구하려고 시도한 것으로 체포되었던 남자들 중의 한명을 방어하였다. 1820년 미주리 타협 아래 노예제의 확장의 한계를 뒤집은 그해 캔자스 네브래스카 법의 통과에 분노는 자유토지당 운동에 활력을 불어넣었다. 그는 한번 노퍽군 법원에서 살인 혐의에 한명의 혼혈 남성을 방어하였다.
앤드루는 1854년 선거를 위한 후보 지명 집회를 관리하는 데 위원회의 의장으로 선출되었다. 이 모임은 매사추세츠주에서 공화당의 첫 조직에 결과를 가져왔다. 그 상태는 그해 주의 선출된 직위들을 휩쓴 헨리 윌슨의 무지당 운동으로 탈북에 의하여 훼손되었다. 1855년 공화당원들은 재결성하였으나 앤드루는 1857년 첫 공화당 주지사로서 너새니얼 P. 뱅크스의 결국적인 선거에 결과를 가져온 당의 과정에 관여하지 않았다. 그는 노예제 반대 이익을 대신하여 법적 활동을 지속하였다.
1857년 매사추세츠주 정부의 완전한 공화당원의 차지의 일부로서 앤드루는 매사추세츠주 법원에서 대표로서 선거를 이겼다. 그는 빠르게 지도적인 노예제 폐지론자의 목소리로 승격되어 섬너가 의회에서 공격에 심한 부상을 입운 후 남겨진 공백을 채웠다. 앤드루는 번스 사건에 그의 활동들에 판사 에드워드 로링을 퇴위시키는 호의와 주의 절박한 노예제 반대 개인적 자유법에 반대에 토론을 지도하였다. 자신이 재선을 위하여 나가지 않았어도 앤드루는 자신의 활동들이 주의 공화당에서 알려지면서 인기를 얻었다. 그는 1858년 주의 공화당 집회에 의장을 맡는 데 선발되었다. 더욱 높은 선출직을 얻기를 기대하면서 앤드루는 1859년 뱅크스 주지사의 대법원에 의석의 제공을 거절하였다.
1859년 존 브라운의 하퍼즈페리 급습에 이어 앤드루는 브라운을 위한 법적 구조를 결성하는 도움을 주었다. 그는 만약 그의 행위가 아니라면 브라운의 입장에 공감을 표했다. 브라운을 대표하여 앤드루의 노력들은 그에게 주 전체에 통지를 가져왔고 또한 미국 상원에서 남부의 관심을 끌었다. 그들은 브라운의 수단에 자금을 지원하고 무장시키는 데 북부의 이익들을 묶는 데 증거를 추구하고 있었고 앤드루는 브라운과 자신의 연결로 증언으로 소환되었다. 앤드루는 브라운의 가족을 돕는 데 모금하는 노력들을 지도하였다.
브라운과 그의 가족을 대표하여 앤드루의 활동들은 매사추세츠주에서 높이 인기가 있었다. 매사추세츠주 공화당 위원회는 투표인들에게 배포할 팜플렛에 브라운을 대표한 그의 연설들과 증언을 발행하였다.
앤드루의 인기는 그에게 매사추세츠주 사절단을 1860년 공화당 집회로 지도하는 데 선택을 만들었다. 그는 헨리 L. 도스를 위한 지명을 확보하는 데 더욱 온건적인 뱅크스 주지사에 의한 시도에 불구하고 그해 주 집회에서 주지사를 위하여 후보로 지명되었다. 뱅크스는 마지막 가능한 순간까지 자신의 퇴직의 공고를 연기하려고 했으나 공화당 의장 윌리엄 클래플린이 앤드루의 지지자들에게 소식을 유출하였다. 앤드루는 넓은 차이에 의하여 후보 지명을 얻고 총선에서 입헌연합당 후보 애머스 A. 로런스를 꺾었다.

## 전쟁 매사추세츠주지사

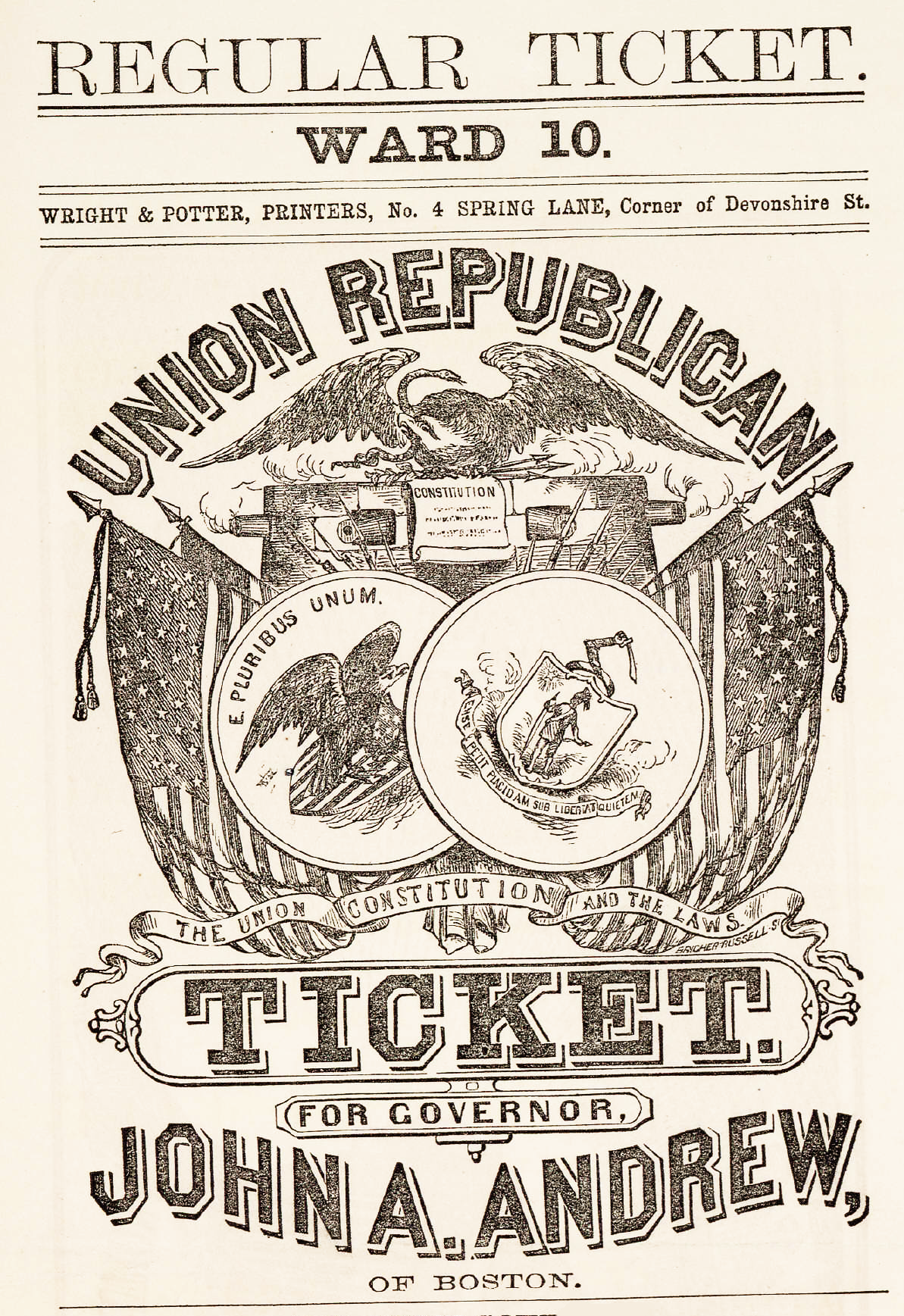
매사추세츠주지사를 위하여 앤드루를 흥행하는 역사적 선거 포스터

미국 남북 전쟁의 전날 1861년 1월 2일 앤드루가 취임했을 때 〈올버니 아거스〉는 그를 "저주를 받은 매사추세츠주의 개인적 자유 규칙을 유지하는 데, 그리고 무기로 따라서 헌법에 대한 충성이 위반된 남부를 강요하는 데 제안"하는 "낮은 타입의 변호사이자 잔인한 광신자"로 불렀다. 이어진 초기 전쟁 세월에 앤드루는 끈질긴 급진적인 목소리로 전쟁의 지휘와 노예제를 끝내는 필요성에 에이브러햄 링컨 대통령을 강요하였다.
취임한지 짧은 후에 앤드루는 매사추세츠주 민병대의 임무를 준비하기 시작하여 젊고 더욱 활발한 지도자들을 승진시키고 업데이트된 무기, 장비와 공급물에 대한 계약을 맺었다. 그는 또한 메인주와 뉴햄프셔주의 지사들에게 편지를 써 그들에게도 준비에 박차를 가할 것을 촉구하였다. 한번 적대 행위가 발발하자 그는 또한 상태가 좋지 않고 대체로 낡았던 주의 해안 방어들을 업데이트 시키는 데 지도하기도 했다. 연방 승인 혹은 기금 없이 이 단계를 택한 그는 그 사이에 노력에 자금을 지원하는 데 주요 보스턴의 은행들로부터 은행 대출을 확보하였다. 1861년 후순에 전쟁이 이미 진행되면서 앤드루는 자신이 모집한 연대들의 장교들을 지명하는 데 추구한 벤저민 프랭클린 버틀러 장군과 함께 매우 공개적인 분쟁에 연루되었다. 앤드루는 결국 싸움에서 승리하고 그 직위들로 아무 버틀러의 선택들을 지명하는 데 거부하였다.
공개 성명에서는 다소 음소거 되었지만 앤드루는 노예제에 종말을 선언하는 과정에서 정규적인 목소리였다. 앤티텀 전투에서 북군이 승리한지 짧은 후, 1862년 9월 링컨이 자신의 예비적 노예 해방 선언을 선언했을 때 앤드루는 지지적이었으나 그것을 "형편없는 문서이나 강력한 행동"으로 불렀고 그것이 범위가 너무 제한적이었고 효과가 늦게 나타났더는 것에 불평하였다. 앤드루는 1862년 9월 후순에 결국 노예 해방 선언을 지지하고 전쟁 노력을 지속한 앨투나에서 열린 충성적 전쟁 주지사들의 회의에서 지도적인 주의 행정관들 중의 하나였다.
앤드루는 주의 입법이 북군에서 제복을 입은 군인들로서 흑인 남성들의 입대를 처음에 승인하는 데 꺼렸어도 그것을 흥행하는 것에 원동력이었다. 노예제 폐지론자 프레더릭 더글러스는 전쟁의 시작부터 이것을 옹호하였고 앤드루는 그것을 필요한 균등한 단계와 공장 근로자들 외에 다른 것으로 주의 입대 할달량을 채우는 의미로 보았다. 로비 활동을 한 후, 앤드루는 1863년 1월 흑인 연대를 키우는 데 허가가 주어졌다. 매사추세츠주의 작은 흑인 인구 때문에 제54매사추세츠 의용보병연대 (그리고나서 또한 55연대)는 매사추세츠주 뿐만 아니라 또한 오하이오주, 뉴욕주, 펜실베이니아주와 다른 주들로부터 모집된 흑인들로 구성되었다. 앤드루는 연대가 흑인 장교들에 의하여 배치되기를 원했으나 이것은 거절되었고 그들의 장교들은 강한 노예제 폐지 운동 단체들로부터 앤드루에 의하여 대신 직접 골라졌다. 그는 또한 동등한 봉급을 받는 데 신병들에 의한 노력들의 지지적이었으며, 그는 그렇게 하는 데 그들에게 주로부터 돈을 제공하였으나 그들이 거부하여 연방 정부로부터 동등한 봉급을 위하여 버텼다. 그는 매사추세츠주로 해방 노예들의 이전에 대해 다소 덜 수용적이었으며 1862년 사우스캐롤라이나주로부터 500명의 그들을 매사추세츠주로 보내는 계획에 반대하였다.
전쟁의 말기까지 앤드루의 정치는 온건적이었다. 1865년 후순에 그는 앤드루 존슨 대통령의 재건 정책들을 위한 지지를 표명하여 자신의 장기적인 정치적 동맹자 찰스 섬너어와 갈라짐에 결과를 가져왔다. 당의 분할은 앤드루가 섬너의 상원 의석을 위하여 잠재적인 후보로서 숙고되었던 같은 것이었으나 그는 가능성을 거절하였다. 1865년 전쟁의 종말과 함께 그는 재선을 위하여 나가지 않기로 결정하였다. 1866년 1월 주의 입법부로 자신의 최종 연설에서 그는 어떻게 재건이 진행되야 하는 것에 관한 자신의 전망을 설명하여 의회로 반군 주의 입법자들의 재입학을 위하여 흑인의 참정권을 전제 조건으로 삼지 않음으로서 급진적 의제와 크게 달랐다. 그는 1865년 남부의 재건에 부분적으로 원조를 위한 개인적인 노력에 참여하여 남부의 재산들에 투자하는 데 추구한 북부인들을 위하여 청산소로 토지 관리소를 형성하였다.
앤즈루는 미국 남북 전쟁이 일어난 동안 자신의 합중국 지지에 관한 인정으로 미국 재향군인회의 펜실베이니아주 사령관의 3위 동료 (명예 회원)로 선출되었다.

### 매사추세츠주 내부 문제

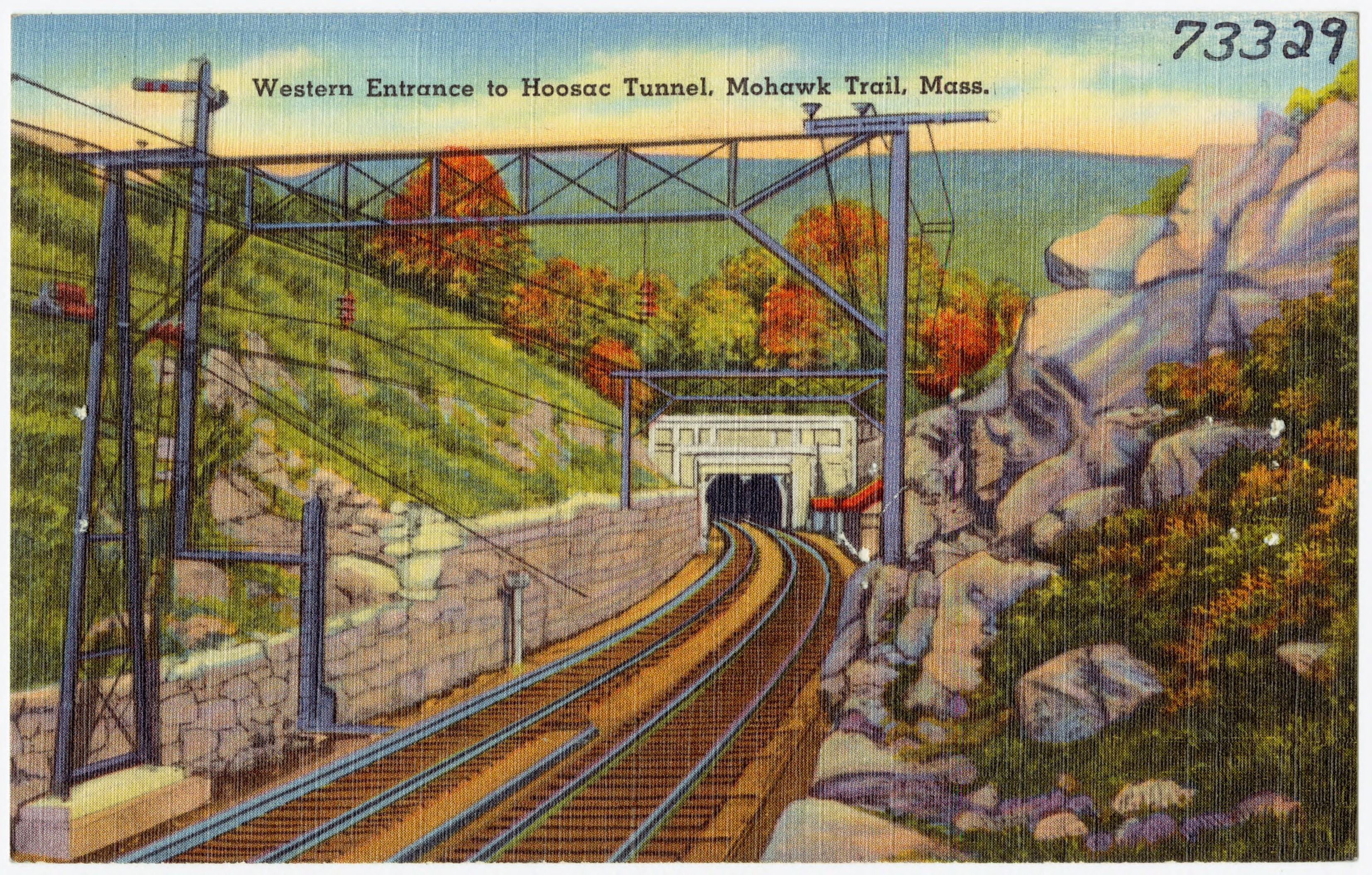
후색 터널의 광경을 보이는 1930년대 엽서

앤드루는 크고 주로 포퓰리즘의 기반으로부터 지지와 함께 선출되었다. 그는 특히 전쟁 노력을 관리하는 것에 자신이 다스리는 데 지지가 필요했던 보스턴의 상대적으로 보수적인 귀족의 일부가 아니었다. 많은 그의 군사 조언자와 측근들은 그의 포퓰리즘 지지자들 중에 약간의 불만을 일으킨 보스턴의 엘리트층으로부터 끌려왔다.
후색 터널의 건설은 앤드루의 재직 동안 주 안에서 중요한 문제였다. 주는 건설을 지지하는 데 1850년대에 그 건축업자 트로이 앤드 그린필드 철도에 2백만 달러를 빌려줬다. 1861년 퇴임하는 뱅크스 주지사와 취임 후의 앤드루는 둘다 재정적으로 어려운 계획으로 추가적 모금을 승인하는 법안에 서명하는 것을 거부하였다. 앤드루는 터널의 수석 공학자 허먼 하우트에 대한 자신감이 부족하였고 계획을 감독한 주의 공학자를 철수시켰다. 이 활동들은 철도 노선의 마을들에서 1861년 선거에서 앤드루에게 투표 비용이 들었으나 선거에서 그에게 비용이 드는 데 충분하지 않았다. 주는 1862년 터널 계획을 차지하여 결국 1875년 큰 비용에 완성되었다.
앤드루는 또한 이제 그들 중에 어떤이들이 공화당 소속이었던 원주민주의 무지당원들의 계속되는 정치 활동에 맞서 싸워야 했다. 1859년 주는 새롭게 귀화한 시민들이 투표할 수 있기 전에 2년을 기다리는 것을 요구한 헌법 개정을 제정하였다. 이 개정은 연속적 입법부와 국민 투표의 유권자들을 필요한 과정에 의하여 1862년부터 1863년까지 폐지되었다. 앤드루는 또한 우스터에 있는 가톨릭 대학 홀리 크로스 칼리지를 위한 헌장에 서명하면서 반가톨릭 무지당원들의 감정을 의도적으로 무시하였고 그후에 그 첫번째 시작 훈련에 참석하였다. 전쟁 노력에 지지에서 그는 이민자들로 이루어진 민병 중대의 형성에 대항한 무지당 주지사 헨리 J. 가드너에 의하여 제정된 금지령을 철회하였다. 이 일은 독일과 아일랜드 이민자들에 의하여 채워진 주의 군대들의 형성을 가능하게 만들었다. 1863년 7월 14일 보스턴의 노스 엔드에서 아일랜드 가톨릭 교도들 사이에 터진 징병 거부 폭동의 응답에 앤드루는 주민들을 급습하는 데 폭도들의 시도들로부터 이웃에서 북군의 무기고를 보호하는 데 6개의 중대와 추가적 정규군들에 명령을 내렸다.
공화당의 설립 안에서 개혁 요소들은 1855년 통과되고 주로 보스턴에서 부족하게 집행된 주의 금주법의 집행을 위하여 앤드루를 통과시켰다. 응답에 입법은 1865년에 제정되었고 이제 매사추세츠 주립 경찰대인 주 전체의 경찰을 창조한 앤드루에 의하여 서명되었으며 그것은 국가에서 그 일종의 첫 경찰대였다. 앤드루는 금주법의 지지자가 아니었고 법을 집행하는 데 거의 노력하지 않았으며 그의 술을 좋아하는 마음은 잘 알려졌다.

## 전쟁 이후의 경력
앤드루는 자신이 정치에서 활동적으로 남아있는 데 의도하였어도 직무를 떠난 후 법률 업무를 재개하였다. 그는 주의 공화당의 의장직을 추구하여 급진파들을 상대로 경쟁하였다. 앤드루 존슨 대통령이 1866년 찰스 섬너에 정치적 공격에 가담하여 그를 반역죄로 기소하였을 때 앤드루는 대회에서 탈퇴하기로 결정하였다.
1867년 앤드루의 고객들 중에는 주의 엄격한 금주법의 느슨함을 추구했던 기업인들의 단체가 있었다. 앤드루가 주지사였던 동안 느슨하게 법률을 집행하였어도 그의 후임자 알렉산더 H. 불럭은 엄격한 주류 금지주의자였으며 그의 법률 집행은 지금까지 주가 본 것 중에 가장 엄격한 것이었다. 앤드루는 문제를 심의하는 입법 위원회에서 광범위한 청문회 (6주간 지속)에서 기업인들을 대표하였다. 그의 대의명분 홍보는 앤드루의 수석 존 퀸시 애덤스 2세가 불럭을 상대로 민주당원으로서 출마하고 있던 1867년 주지사 선거 운동에서 민주당원들에 의하여 압수되었다.

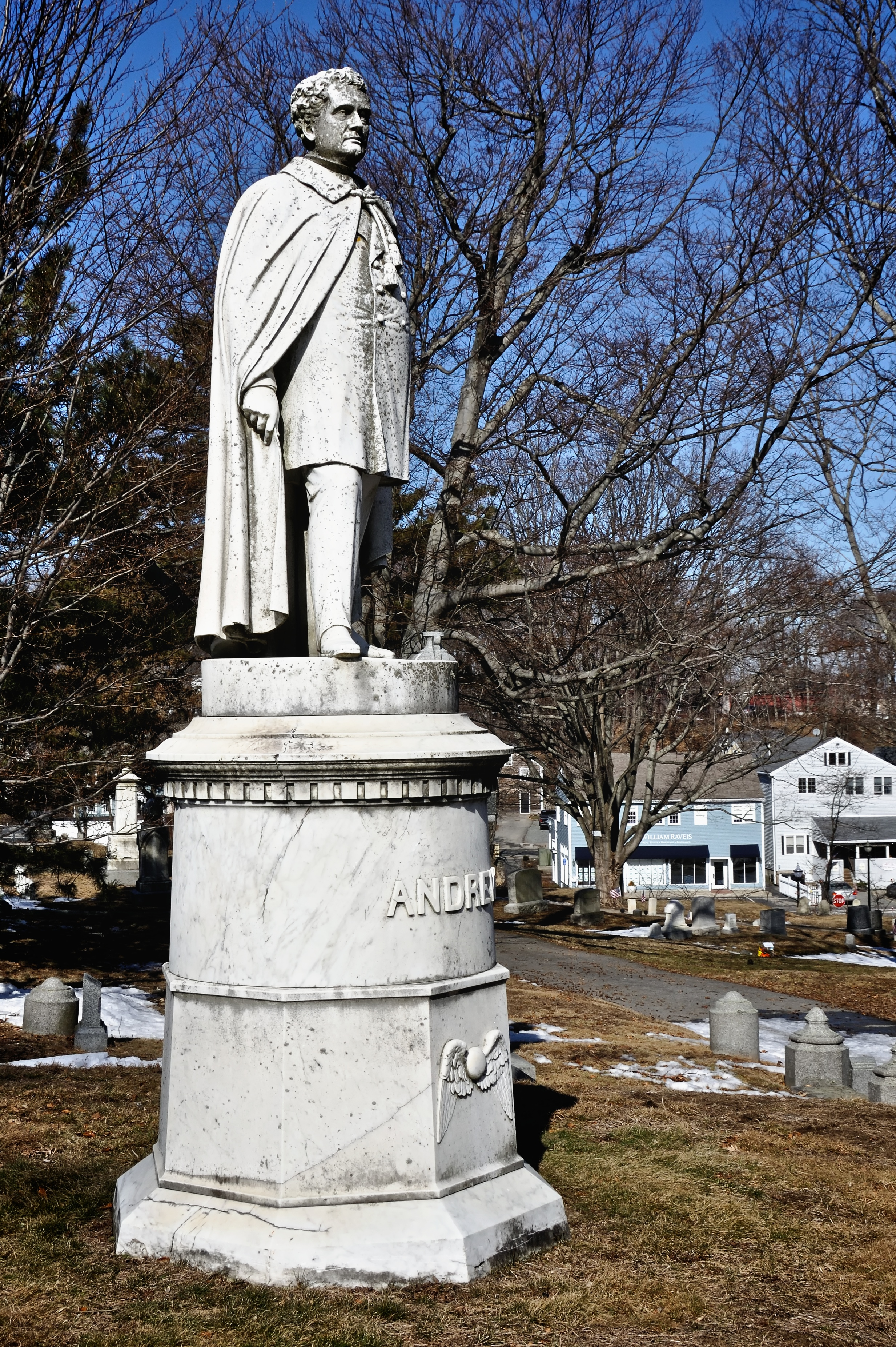
매사추세츠주 힝햄 올드십 묘지에 있는 앤드루 주지사의 동상

앤드루는 1867년 10월 30일 보스턴에 있는 자신의 자택에서 차를 마신 후, 졸중으로 사망하였다. 그는 처음에서 케임브리지에 있는 마운트 오번 묘지에 안장되었으나 그의 유해는 1875년 힝햄에 있는 올드 십 묘지로 옮겨졌다. 그의 무덤은 받침대에 장착된 실물 크기의 조각상으로 표시되어 있다.

## 명예와 기념물
- 사우스 보스턴에 있는 앤드루 스퀘어는 그의 명예에 이름이 붙었다.

- 보스턴의 자메이카 플레인 구역에 있는 존 A. 앤드루 거리는 그의 명예에 이름이 붙었고 링컨, 데이비드 패러거트 제독과 조지 헨리 토머스 장군과 더불어 같은 공동체에 군인의 기념비에 4명 중 1명의 이름이다.

- 앨라배마주 터스키기의 대학교에 있는 존 앤드루 병원도 그의 이름을 땄다.

- 보스턴 시는 1924년 찰스 거리에 그의 저택의 현장에 명판을 놓았다.

- 더발 패트릭 주지사는 2007년 자신의 사무실에서 벽난로 위에 앤드루의 초상화를 걸어두고 그를 영감이라고 불렀다.

- 메인주 윈덤에 있는 존 A. 앤드루 학교는 그의 이름을 땄다.

## 역대 선거 결과
| 선거명      | 직책명            | 대수 | 정당   | 득표율 | 득표수    | 결과 | 당락                   |
| ----------- | ----------------- | ---- | ------ | ------ | --------- | ---- | ---------------------- |
| 1860년 선거 | 매사추세츠 주지사 | 25대 | 공화당 | 61.63% | 104,527표 | 1위  | 매사추세츠 주지사 당선 |
| 1861년 선거 | 매사추세츠 주지사 | 25대 | 공화당 | 67.06% | 65,261표  | 1위  | 매사추세츠 주지사 당선 |
| 1862년 선거 | 매사추세츠 주지사 | 25대 | 공화당 | 58.82% | 79,835표  | 1위  | 매사추세츠 주지사 당선 |
| 1863년 선거 | 매사추세츠 주지사 | 25대 | 공화당 | 70.65% | 70,483표  | 1위  | 매사추세츠 주지사 당선 |
| 1864년 선거 | 매사추세츠 주지사 | 25대 | 공화당 | 71.66% | 125,281표 | 1위  | 매사추세츠 주지사 당선 |